# Эрнандес, Мануэль
Мануэ́ль Хосе́ Эрна́ндес Поро́со (исп. Manuel José Hernández Porozo; род. 18 декабря 1996, Гуаякиль) — эквадорский футболист, защитник клуба «Текнико Университарио».

## Биография
Футболом начал заниматься в клубе «Торерос».
В середине 2013 года его контракт выкупил «Норте Америка», где выступал в командах U-17 и U-25, отличился 2-мя голами в 21-м сыгранном матче. В середине 2014 года отдан в аренду в «Депортиво Асогес», выступавшем в Серии Б, в которой дебютировал 14 июня того же года. Затем прошел через клубы «Универсидад Католика» и «Депортиво Америка», с последним с вышеуказанным клубом повысился до высшего дивизиона чемпионата Эквадора на сезон 2019 года, но, к сожалению, из-за плохих результатов его команда вылетела в Серию Б.
30 ноября 2019 года его пригласил «Эмелек» в качестве усиления на сезон 2020, с которым подписал 4-летний контракт, в котором электрическая группа приобрела 100 % федеральных прав и 75 % экономических прав у «Депортиво Америка», но 25 % осталась за «себолитой». В сезоне 2020 года на тренировке получил удар, который привел к трещине правой части челюсти.
С января 2023 года выступал в аренде за «Гуаласео», за который провел 14 матчей.
10 августа 2023 года отправился в аренду с правом выкупа в «Александрию».